# Copánkový vzor pletenin

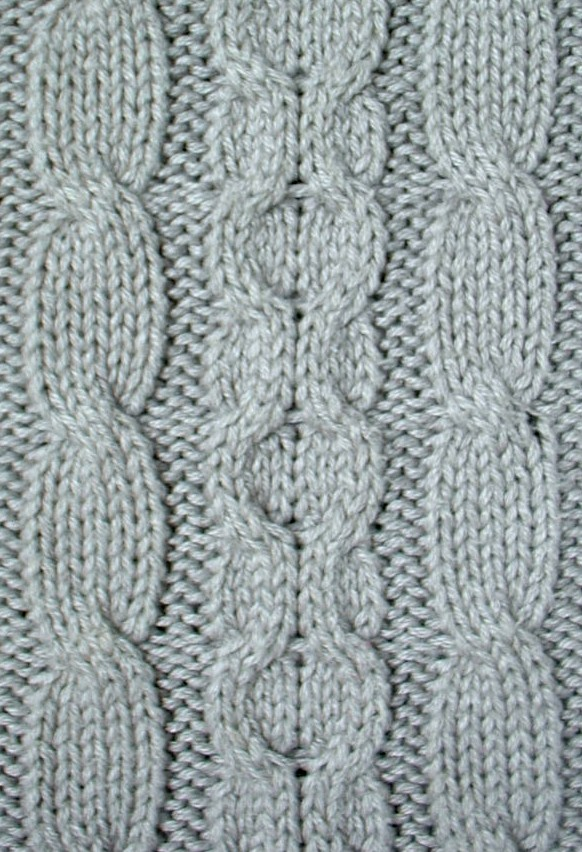
Copánkový vzor z plochého pletacího stroje

Copánkový vzor (angl.: cable stitch pattern, něm.: Zopfmuster) se tvoří na zátažných pleteninách v oboulícních nebo jednolícních vazbách. Charakteristické jsou plastické vzory, které vznikají křížením skupiny sloupků oček.
U pravého copánku jsou skupiny překřížených oček střídavě na lícní a rubní straně. U imitovaného copánku zůstávají určité skupiny buďto na líci nebo na rubu pleteniny.
Pleteniny s copánkovým vzorováním se zhotovují obvykle na plochých pletacích strojích, známé jsou také úplety z ručních pletacích aparátů.

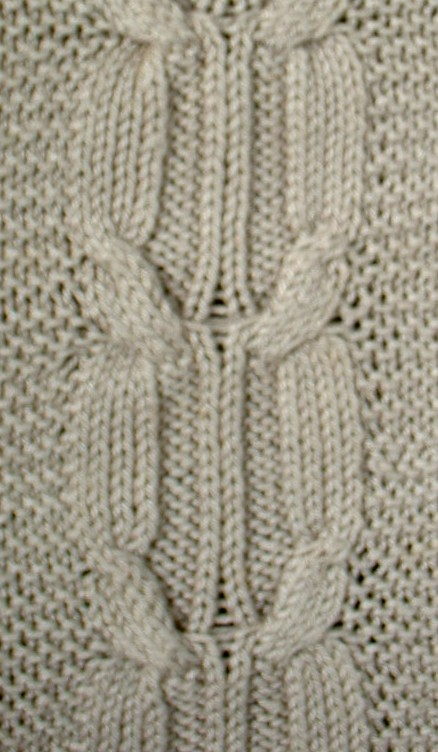
Ručně pleltený copánek

U ručně pletených copánků se rozeznává jednoduchý copánek (překřížení probíhá jedním směrem), dvojitý (spojený ze dvou jednoduchých vzorů), prokládaný (viz dolejší snímek) aj. Ke zhotovení copánkových vzorů jsou nutné pomocné jehlice (zahnuté jsou vhodnější než rovné), s pomocí kterých se přidržují očka, aby se mohla otáčet.
Použití pletenin (strojně i ručně vyrobených): Svrchní ošacení, zimní sportovní oděvy, podkolenky, rukavice